# Sam Mendes
Sir Samuel Alexander Mendes, detto Sam (Reading, 1º agosto 1965), è un regista, sceneggiatore e produttore cinematografico britannico.
Dopo gli esordi a teatro e la direzione artistica della Donmar Warehouse di Londra, Mendes ha fatto il suo debutto alla regia cinematografica con il film American Beauty (1999), per cui ha vinto il Premio Oscar come miglior regista. Nel 2020 gli è stato conferito il cavalierato per i suoi servizi all'arte drammatica.

## Biografia
Mendes nasce a Reading, nel Berkshire, il 1º agosto del 1965, figlio di Jameson Peter Mendes, un docente universitario trinidadiano di origini portoghesi ed italiane, e di Valerie Helene Barnett, una scrittrice inglese di origine ebraica, perlopiù autrice di libri per ragazzi. I genitori di Mendes divorziarono quando aveva tre anni e il bambino crebbe nel quartiere londinese di Primrose Hill con la madre. Ha studiato letteratura inglese al Peterhouse College dell'Università di Cambridge.
Nel 2000 è stato insignito del titolo di Commendatore dell'Ordine dell'Impero Britannico per i suoi meriti in campo artistico, mentre nel 2020 è innalzato al rango di baronetto.

### Carriera

#### Teatro
Mendes nasce artisticamente come regista teatrale. Dopo la laurea fu ingaggiato come assistente alla regia del festival teatrale di Chichester, dove nel 1987 fece il suo esordio come regista dirigendo un allestimento de L'orso di Čechov. Dopo due anni a Chichester, nel 1989 Mendes fece il suo debutto nel West End londinese con un allestimento de Il giardino dei ciliegi, diretto da lui e con Judi Dench nel ruolo della protagonista. Visti i successi iniziali, nel 1990 gli fu affidata la direzione artistica della Donmar Warehouse, di cui Mendes supervisionò i restauri in vista dell'apertura nel 1992. Il regista mantenne il suo ruolo di direttore artistico del teatro fino al 2002 e in questi anni consolidò non solo la propria reputazione, ma anche quella del teatro, rendendolo uno dei più prestigiosi di Londra.
Nel decennio in cui diresse la Donmar Warehouse, Mendes curò la regia di numerosi musical (Cabaret, Assassins, Company) e opere di prosa (Zio Vanja, Lo zoo di vetro, La dodicesima notte), dirigendo sulle scene apprezzati attori del calibro di Nicole Kidman, Colin Firth, Helen McCrory e Simon Russell Beale. Particolarmente apprezzata fu la sua regia del musical Cabaret, debuttato a Londra nel 1993 e poi riproposto a Broadway nel 1998, dove ottenne un tale successo da rimanere in cartellone per sei anni di repliche. Per Cabaret Mendes fu candidato al Tony Award alla miglior regia di un musical.
Nel 1994 diresse un acclamato revival del musical Oliver!, rimasto in scena per quattro anni al Theatre Royal Drury Lane, mentre nel 2003 diresse la star di Broadway Bernadette Peters nel musical Gypsy allo Shubert Theatre di New York. Nel 2014 fece il suo debutto al National Theatre con Re Lear, mentre nel 2016 ottenne un altro grande successo sulle scene con il dramma di Jez Butterworth The Ferryman. La pièce debuttò al Royal Court Theatre di Londra, dove registrò il sold out ad ogni rappresentazione, e fu successivamente trasferita nel più capiente Gielgud Theatre e poi a Broadway, dove Mendes vinse il Tony Award alla miglior regia di un'opera teatrale nel 2019. Nel 2018 ha diretto la prima britannica della Lehman Trilogy di Stefano Massini, che ha portato in scena sia nel West End londinese che a Broadway nel 2020 e per cui ha vinto il suo secondo Tony Award alla miglior regia di un'opera teatrale.

#### Cinema
Il suo esordio dietro la macchina da presa fu a dir poco incredibile: American Beauty tra il 1999 e il 2000 trionfò al botteghino, fu acclamato dalla critica e gli permise di vincere all'esordio l'Oscar al miglior regista (il film ne vinse complessivamente 5). La pellicola narrava i turbamenti e le ossessioni generati da un'adolescente su un impiegato di mezza età, interpretato da Kevin Spacey (che con questo film si aggiudicò il suo secondo Oscar al miglior attore), specchio del padre di famiglia medio degli Stati Uniti contemporanei. La successiva pellicola fu il drammatico film di gangster Era mio padre, del 2002, che ricevette altre 6 nomination, trionfando solo in una categoria, l'Oscar alla migliore fotografia. I suoi due primi film furono il frutto di una collaborazione con l'amico direttore della fotografia Conrad L. Hall, deceduto prima di ricevere il suo terzo Oscar in carriera, proprio con il film Era mio padre. Il regista decise di dedicargli la pellicola.
Mendes dirige poi, nel 2005, Jarhead, film ambientato durante la Guerra del Golfo del 1991 e basato sull'autobiografia dell'ex marine Anthony Swofford. Il suo successivo lavoro è Revolutionary Road, del 2008, dove ricompone la storica coppia di Titanic Leonardo DiCaprio-Kate Winslet. Quindi dirige Away We Go (in Italia American Life), ironica commedia sulla vita di coppia e sull'attesa del diventare genitori. Pur avendo realizzato pochi film, nell'ambiente cinematografico Mendes è riconosciuto come un grande talento della cinepresa ed ammirato dai suoi colleghi più famosi (come Steven Spielberg, che tra l'altro lo ha indirizzato anche alla carriera di produttore). Fra la lista delle collaborazioni per altri progetti figura la produzione di Il cacciatore di aquiloni, tratto dal best seller edito in Italia da Piemme.
Nel 2012 dirige il 23° film della serie di James Bond Skyfall, uscito nel Regno Unito il 26 ottobre 2012 e in Italia il 31 ottobre, che riscuote un grande successo di pubblico e di critica. Viene quindi confermato per dirigere il 24° film della serie intitolato Spectre. Nel 2016 presiede la giuria ufficiale alla 73ª Mostra internazionale d'arte cinematografica di Venezia. Nel 2019 ottiene un grande successo di critica e al botteghino con il film 1917, per cui vince il Golden Globe per il miglior regista e ottiene tre candidature agli Oscar come miglior regista, miglior sceneggiatore e miglior film in veste di produttore.

### Vita privata
È stato sposato dal 2003 al 2010 con l'attrice Kate Winslet, da cui ha avuto un figlio, Joe Alfie, nato il 22 dicembre 2003. Dopo una relazione con Rebecca Hall durata dal 2011 al 2013, nel 2017 Mendes sposa la trombettista Alison Balsom, che dà alla luce la loro prima figlia nel settembre dello stesso anno.

## Filmografia

### Regista

#### Cinema
- American Beauty (1999)
- Era mio padre (Road to Perdition) (2002)
- Jarhead (2005)
- Revolutionary Road (2008)
- American Life (Away We Go) (2010)
- Skyfall (2012)
- Spectre (2015)
- 1917 (2019)
- Empire of Light (2022)

#### Televisione
- National Theatre Live (King's Lear) - serie TV, 1 episodio (2014)

### Sceneggiatore
- 1917, regia di Sam Mendes (2019)
- Empire of Light, regia di Sam Mendes (2022)

### Produttore

#### Cinema
- Era mio padre (Road to Perdition), regia di Sam Mendes (2002)
- Il quiz dell'amore (Starter for 10), regia di Tom Vaughan (2006)
- Noi due sconosciuti (Things We Lost in the Fire), regia di Susanne Bier (2007)
- Il cacciatore di aquiloni (The Kite Runner), regia di Marc Forster (2007)
- Revolutionary Road (Revolutionary Road), regia di Sam Mendes (2008)
- American Life (Away We Go), regia di Sam Mendes (2009)
- Blood, regia di Nick Murphy (2012)
- 1917, regia di Sam Mendes (2019)
- Empire of Light, regia di Sam Mendes (2022)

#### Televisione
- The Hollow Crown - miniserie TV (2012)
- Penny Dreadful - serie TV (2014-2016)

## Teatro (parziale)

### Regista
- Kean di Jean-Paul Sartre, con Derek Jacobi. Old Vic di Londra (1989) e Theatre Royal di Bath (1990)
- Il giardino dei ciliegi di Anton Čechov, con Judi Dench. Aldwych Theatre di Londra (1989)
- London Assurance di Dion Boucicault. Theatre Royal di Bath (1989)
- Troilo e Cressida di William Shakespeare, con Ralph Fiennes. Swan Theatre di Stratford-upon-Avon (1990), Pit di Londra (1991)
- L'aratro e le stelle di Sean O'Casey. Young Vic di Londra (1991)
- L'alchimista di Ben Jonson. Swan Theatre di Stratford-upon-Avon (1991), Barbican Centre di Londra (1992)
- Riccardo III di William Shakespeare. The Other Place di Stratford e tour britannico (1992)
- Translations di Brian Friel. Donmar Warehouse di Londra (1992)
- Assassins, libretto di John Weidman, colonna sonora di Stephen Sondheim. Donmar Warehouse di Londra (1992)
- Cabaret, libretto di Joe Masteroff, testi di Fred Ebb, colonna sonora di John Kander. Donmar Warehouse di Londra (1992) e Studio 54 di Broadway (1998)
- La tempesta di William Shakespeare. Royal Shakespeare Theatre di Stratford-upon-Avon (1993), Barbican Centre di Londra e Theatre Royal di Newcastle (1994)
- Glengarry Glen Ross di David Mamet. Donmar Warehouse di Londra (1994)
- Il compleanno di Harold Pinter. National Theatre di Londra (1994)
- Oliver!, colonna sonora e libretto di Lionel Bart. London Palladium di Londra (1994)
- Lo zoo di vetro di Tennessee Williams, con Zoë Wanamaker. Donmar Warehouse di Londra (1995)
- Company, libretto di George Furth, colonna sonora di Stephen Sondheim, con Adrian Lester. Donmar Warehouse di Londra (1995)
- Habeas Corpus di Alan Bennett. Donmar Warehouse di Londra (1996)
- Otello di William Shakespeare, con Simon Russell Beale. National Theatre di Londra (1997)
- The Front Page di Ben Hect. Donmar Warehouse di Londra (1997)
- The Blue Room di David Hare, con Nicole Kidman. Donmar Warehouse di Londra e Cort Theatre di Broadway (1997)
- La dodicesima notte di William Shakespeare, con Mark Strong. Donmar Warehouse di Londra (2002)
- Gypsy: A Musical Fable, libretto di Arthur Laurents, testi di Stephen Sondheim, colonna sonora di Jule Styne, con Bernadette Peters. Shubert Theatre di Broadway (2003)
- The Vertical Hour di David Hare, con Julianne Moore. Music Box Theatre di Broadway (2006)
- Il giardino dei ciliegi di Anton Čechov, con Ethan Hawke. Brooklyn Academy of Music di New York (2009)
- Il racconto d'inverno di William Shakespeare, con Simon Russell Beale. Brooklyn Academy of Music di New York (2009)
- Come vi piace di William Shakespeare. Brooklyn Academy of Music di New York (2010)
- La tempesta di William Shakespeare, con Stephen Dillane. Old Vic di Londra (2010)
- Riccardo III di William Shakespeare, con Kevin Spacey. Old Vic di Londra (2011) e tour mondiale (2012)
- Charlie and the Chocolate Factory, libretto di David Greig, colonna sonora e testi di Marc Shaiman e Scott Wittman. Theatre Royal Drury Lane di Londra (2014)
- Re Lear di William Shakespeare, con Simon Russell Beale. National Theatre di Londra (2014)
- Cabaret, libretto di Joe Masteroff, testi di Fred Ebb, colonna sonora di John Kander. Studio 54 di Broadway (2014) e tour statunitense (2015)
- The Ferryman di Jez Butterworth. Royal Court Theatre e Gielgud Theatre di Londra (2016) e Bernard B. Jacobs Theatre di Broadway (2018)
- Lehman Trilogy di Stefano Massini. National Theatre di Londra (2018), Piccadilly Theatre di Londra, Wade Thompson Drill Hall di New York (2019), Nederlander Theatre di Broadway (2020)
- The Motive and the Cue di Jack Thorne. National Theatre e Noël Coward Theatre di Londra (2023)
- The Hills of California di Jez Butterworth. Harold Pinter Theatre di Londra, Broadhurst Theatre di Broadway (2024)

## Riconoscimenti
- Premio Oscar
  - 2000 – Miglior regista per American Beauty
  - 2020 – Candidatura al miglior film per 1917
  - 2020 – Candidatura al miglior regista per 1917
  - 2020 – Candidatura alla miglior sceneggiatura originale per 1917
- Golden Globe
  - 2000 – Miglior regista di un film per American Beauty
  - 2009 – Candidatura al miglior regista di un film per Revolutionary Road
  - 2020 – Miglior film drammatico per 1917
  - 2020 – Miglior regista di un film per 1917
- Tony Award
  - 1998 – Candidatura alla miglior regia di un musical per Cabaret
  - 2019 – Miglior regia di un'opera teatrale per The Ferryman
  - 2022 – Miglior regia di un'opera teatrale per Lehman Trilogy
  - 2025 – Candidatura alla miglior regia di un'opera teatrale per The Hills of California